# Leo Greiner
Leo Greiner, född den 1 april 1876 i Brünn (nu Brno i Tjeckien), död den 21 augusti 1928 i Berlin, var en tysk författare.
Greiner studerade i München, utgav där "Revue franco-allemande" och var konstnärlig ledare av kabareten "11 Scharfrichter". Han deltog i första världskriget. Greiner utgav diktsamlingen Das Tagebuch (1906), dramerna Lysistrata (1908, efter Aristofanes), Boccanera (1909) med mera.